# Stephanospondylus pugnax
Stephanospondylus pugnax è un vertebrato terrestre estinto, forse appartenente ai diadectomorfi. Visse nel Carbonifero superiore o forse nel Permiano inferiore (300-280 milioni di anni fa) e i suoi resti fossili sono stati ritrovati in Germania.

## Descrizione
Questo animale è conosciuto attraverso scarsi resti fossili rinvenuti nella seconda metà dell' '800. Le vertebre e il cranio richiamavano alcune caratteristiche presenti nel ben noto Diadectes, ritrovato negli Stati Uniti. Lo stefanospondilo, quindi, doveva essere un animale dalla corporatura piuttosto massiccia, dalla dentatura adatta a brucare fogliame e dalle zampe corte e forti. 

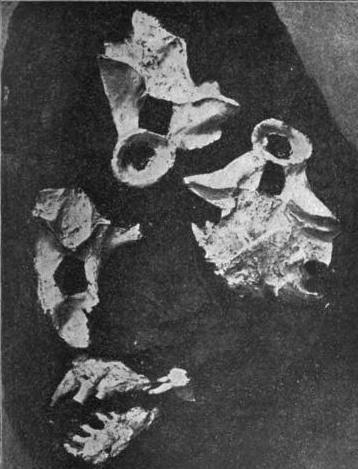
Fossili di Stephanospondylus

## Fossili
I primi a descrivere i resti fossili di questo animale furono Geinitz e Deichmuller, che nel 1882 classificarono resti disarticolati (cranio e scheletro) come appartenenti a una nuova specie, denominata Phanerosaurus pugnax; il genere Phanerosaurus era stato descritto alcuni anni prima da Meyer (1860). Un ulteriore studio del materiale (Stappenbeck 1905) portò alla conclusione che questi fossili appartenevano a un diverso genere, denominato Stephanospondylus. Purtroppo non sono stati ritrovati resti più completi di stefanospondilo, e allo stato attuale una classificazione dettagliata è impossibile, oltre ad assegnare questo animale alla famiglia dei diadectidi. Anche il noto studioso Alfred Sherwood Romer, nel 1925, si occupò di questo animale, ma non si sbilanciò nella classificazione. Alcuni studi hanno ipotizzato inoltre che questo animale fosse un antenato delle tartarughe, ma l'ipotesi è attualmente screditata. 